# Żelmowo (przystanek kolejowy)
Żelmowo – zlikwidowany przystanek stargardzkiej kolei wąskotorowej w Żelmowie, w województwie zachodniopomorskim, w Polsce. Przystanek został zamknięty w 1959 roku.